# Романюк Семен Миколайович
Семе́н Микола́йович Романю́к — український педагог, ректор Державного музично-драматичного інституту імені М. В. Лисенка і одночасно керівник Київського музичного училища імені Рейнгольда Глієра у 1928—1932 роках.

## Загальні відомості
У складні в політико-історичному сенсі 1928—1932 роки хормейстер С. М. Романюк працював ректором Державного музично-драматичного інституту імені М. В. Лисенка і одночасно очолював Київське музичне училище, яке входило до його складу.
За деякими даними він не мав відношення до жодної галузі мистецтва, раніше викладав педагогіку у Запоріжжі. За іншими даними — був посереднім хормейстром.
Сучасники негативно оцінювали його діяльність. За роки керівництва «він зробив багато для розвалу системи навчання, що складалася десятиліттями, але цього не допустив професійно згуртований колектив»..
Романюк розглядав питання про призначення на посаду керівника диригентського відділення Інституту імені М. В. Лисенка всесвітньо відомого диригента Олександра Кошиця, який перебував в еміграції, поставивши умову, щоб Кошиць спершу повернувся до СРСР. Проте через нерішучість не дочекався його повернення і призначив на вакантну посаду іншого знаного диригента Н. Ф. Городовенка.
З листа С. Ф. Тележинського (декан диригентського факультету) до О. А. Кошиця від 25.12.1928: «що ж до хитань і нерішучості Романюка, то це залежить, по-перше, від його вдачі, а по-друге, від того, що він зв'язаний партквитком: він чогось боїться рішуче діяти у Вашій справі».
Щодо цього О. Кошиць звернувся до Романюка з саркастичним листом: «Шановний Семен Миколайович. З „Пролетарської правди“ довідався я, що на посаду, яку Ви мені так мило пропонували, Ви провели Н. Ф. Городовенка. Я дуже радий, що ребус з моїм запрошенням до Київського Інституту нарешті вирішився, притому ще до мого приїзду на Україну, а не „по моїм повороті“, як Ви писали.» При цьому, О. Кошиць схвально відгукнувся про призначення саме Городовенка, диригента з європейським ім'ям.
За словами Валер'яна Ревуцького, «Семен Романюк (людина із зовнішньою маскою Шевченка — лисина і вуса — але з примітивним мисленням)», був слухняним виконавцем наказів «згори». «За буржуазно-націоналістичну ідеологію» він звільнив з інституту фольклориста і музикознавця Дмитра Ревуцького. Його брату композитору Левку Ревуцькому на пропозицію звільнити і його, оскільки погляди у братів однакові, Романюк відповів: «Ви — інша справа. Ви залишаєтесь. На це я маю наказ… згори».
Семен Романюк слугував владі, дотримувався партійної дисципліни, підкреслював своє бідняцьке походження. Так на зборах педагогічного складу Інституту імені М. Лисенка заявив, що походить з «такої бідної, такої бідної родини, в якій, мабуть, ніхто з присутніх у залі не жив».
Та все ж, незважаючи на проведення ним партійної лінії, С. М. Романюк був репресований у середині 1930-х років.